# Höskuldur Gunnlaugsson
Höskuldur Gunnlaugsson (ur. 26 września 1994 w Reykjavíku) – islandzki piłkarz grający na pozycji pomocnika, zawodnik Breiðablik UBK. Reprezentant reprezentacji Islandii.

## Życiorys

### Kariera klubowa
Karierę rozpoczął w islandzkim klubie Breiðablik UBK. W 2011 został włączony do pierwszej drużyny tego klubu. Sezony 2012 i 2013 spędził na wypożyczeniu w trzecioligowym Augnablik Kópavogur. W lutym 2015 podpisał nowy, pięcioletni kontrakt z klubem. W 2015 został wybrany najbardziej obiecującym piłkarzem roku w lidze islandzkiej. W lipcu 2017 podpisał trzyletni kontrakt ze szwedzkim klubem Halmstads BK. Zadebiutował w tym klubie 5 sierpnia 2017 w wygranym 6:1 meczu z Jönköpings Södra IF, w którym strzelił gola. W kwietniu 2019 został wypożyczony do Breiðablik UBK. 22 lutego 2020 podpisał trzyletni kontrakt z Breiðablik UBK.

### Kariera reprezentacyjna
W latach 2015–2016 był reprezentantem Islandii w kategorii wiekowej U-21, zagrał 7 meczów i strzelił 2 gole.
W seniorskiej reprezentacji Islandii zadebiutował 16 stycznia 2020 w Irvine w wygranym 1:0 meczu towarzyskim przeciwko reprezentacji Kanady.

## Sukcesy

### Klubowe
Breiðablik UBK
- Zdobywca drugiego miejsca w Úrvalsdeild: 2015, 2019
- Zwycięzca Pucharu Ligi Islandzkiej: 2013, 2015
- Zdobywca drugiego miejsca w Pucharze Ligi Islandzkiej: 2014
- Zwycięzca Fótbolti.net Cup: 2015